# Annales Mettenses priores

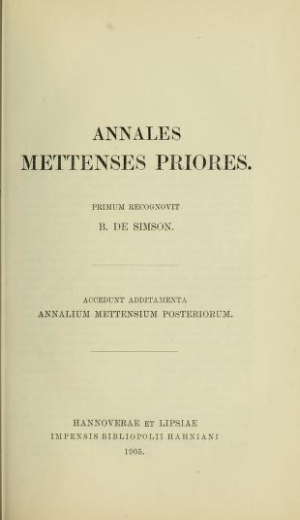
Frontespizio Annales mettenses priores della versione pubblicata da Bernhard von Simson per la Monumenta Germaniæ Historica (1905)

Gli Annales Mettenses priores, o Annali di Metz, sono un'opera anonima scritta in latino e risalente all'inizio del IX secolo che descrive eventi del regno Franco e del successivo Impero carolingio nel periodo 678 - 830.

## La pubblicazione
Gli annali furono pubblicati per la prima volta in latino nel 1626 da André Duchesne con il nome Annales Francorum Mettenses. Dato che questi annali contenevano grandi lodi all'operato di Arnolfo di Metz, e poiché il loro unico manoscritto sopravvissuto al tempo proveniva dal monastero di Sant'Arnolfo a Metz, Duchesne pensò che fossero stati scritti lì.
Studi più recenti hanno portato tuttavia ad ipotizzare che gli annali potrebbero essere stati scritti altrove, anche se fra gli studiosi non c'è accordo su questo. Le altre due ipotesi più accreditate sono che il documento sia stato scritto nell'Abbazia di Saint-Denis o nel monastero femminile di Chelles. Entrambe queste sedi erano al tempo in uno stretto rapporto di affiliazione con la corte carolingia e questo è in linea con il fatto che gli annali descrivono gli eventi in un modo che rende evidente che siano stati prodotti da qualcuno che faceva parte della corte carolingia, o era molto vicino ad essa. A favore di Chelles c'è anche qualche elemento in più: il fatto che Chelles venga nominata due volte nel testo, il fatto che Gisella, la sorella di Carlo Magno, diventò badessa di Chelles nell'806, quando gran parte del testo era stato prodotto. Ulteriore elemento, anche se non decisivo, è dato dallo stile in cui è scritto il documento ed il fatto che alcune donne che ebbero un ruolo importante nella storia della dinastia carolingia quali Begga di Andenne, Ansflida (moglie di Warattone di Neustria), Gertrude di Nivelles, e Plectrude, sono descritte lungamente e poste in grande e positivo risalto. Questo porta a supporre che gli annali sino stati scritti da una mano femminile sotto la supervisione di Gisella o direttamente da lei stessa.

## Gli annali
Gli annali sono composti da tre sezioni: la prima copre gli anni dal 678 al 805 ed è opera di un singolo autore, scritta nell'806 o dintorni; la seconda sezione copre gli anni dall'806 all'829 ed è una copia fedele degli Annales Regni Francorum ed è stata aggiunta in un secondo tempo, probabilmente intorno all'830 o subito dopo, quando la terza parte, che descrive dettagliatamente gli eventi dell'anno 830, fu composta.
Da notare che la versione degli annali pubblicata da Duchesne nel 1626 non era completa, e così rimase fino al XIX secolo. Una edizione più moderna di quegli stessi annali venne prodotta nel 1826 da George Pertz. Successivamente, nel 1895, Karl Hampe scoprì una versione non frammentata degli annali, nella biblioteca della cattedrale di Durham, in un manoscritto risalente all'inizio del XII secolo. Sulla base di questo manoscritto è stata prodotta l'edizione più recente degli annali, che venne pubblicata nel 1905 da Bernhard von Simson per la Monumenta Germaniæ Historica e chiamata appunto Annales Mettenses priores. La versione precedente degli annali (quella prodotta sulla base del manoscritto ritrovato nel monastero di Metz da Duchesne), viene invece chiamata Annales Mettenses posteriores.